# 新盛辰雄
新盛 辰雄（しんもり たつお、1926年11月15日 - 2025年7月24日）は、日本の政治家。元日本社会党衆議院議員(5期)。

## 来歴
鹿児島県鹿児島市出身。1943年、鹿児島実業学校（現在の鹿児島実業高等学校）土木科卒。翌年、鹿児島鉄道に入社。1948年社会党に入党し、国労鹿児島地本書記長、同執行委員長を経て、鹿児島県総評議長を3期務める。1976年の総選挙で鹿児島1区から立候補して初当選。通算5期務めた。1993年の総選挙で落選し、政界を引退。
2025年7月24日、老衰のため鹿児島市内の病院で死去。98歳没。

## 選挙歴
（出典：政治情報ライブラリ/ 衆議院議員選挙結果（第40回以前）鹿児島１区）
| 当落 | 選挙                   | 執行日         | 年齢 | 選挙区         | 政党       | 得票数    | 得票率 | 定数 | 得票順位 /候補者数 | 政党内比例順位 /政党当選者数 |
| ---- | ---------------------- | -------------- | ---- | -------------- | ---------- | --------- | ------ | ---- | ------------------ | ---------------------------- |
| 当   | 第34回衆議院議員総選挙 | 1976年12月05日 | 50   | 鹿児島県第1区  | 日本社会党 | 5万8711票 |        |      | /                  | /                            |
| 当   | 第35回衆議院議員総選挙 | 1979年10月07日 | 52   | 鹿児島県第1区] | 日本社会党 | 7万2649票 |        |      | /                  | /                            |
| 当   | 第36回衆議院議員総選挙 | 1980年06月22日 | 53   | 鹿児島県第1区  | 日本社会党 | 6万9200票 |        |      | /                  | /                            |
| 落   | 第37回衆議院議員総選挙 | 1983年12月18日 | 57   | 鹿児島県第1区  | 日本社会党 | 6万6962票 |        |      | /                  | /                            |
| 当   | 第38回衆議院議員総選挙 | 1986年07月06日 | 59   | 鹿児島県第1区  | 日本社会党 | 6万5535票 |        |      | /                  | /                            |
| 当   | 第39回衆議院議員総選挙 | 1990年02月18日 | 63   | 鹿児島県第1区  | 日本社会党 | 8万3374票 |        |      | /                  | /                            |
| 落   | 第40回衆議院議員総選挙 | 1993年07月18日 | 66   | 鹿児島県第1区  | 日本社会党 | 4万2802票 |        |      | /                  | /                            |

## 栄典
- 1997年 - 勲二等瑞宝章[1]